# Phyllis Francis
Phyllis Francis, född 4 maj 1992, är en amerikansk friidrottare. Vid olympiska sommarspelen i Rio de Janeiro 2016 ingick hon i det amerikanska lag som vann guld på 4x400 meter löpning.
Francis blev också individuell världsmästare på 400 meter vid världsmästerskapen i friidrott 2017.

### Fotnoter
1. ↑  ”Athlete profile Phyllis Francis”. iaaf.org. IAAF. https://www.iaaf.org/athletes/united-states/phyllis-francis-244001. Läst 11 augusti 2017.
2. ↑  U.S. win sixth straight gold in women's 4x400 relay
3. ↑  Phyllis Francis wins gold after Shaunae Miller-Uibo suffers 400m heartache